# なるり
なるりは、日本のバーチャルYouTuberである。

## 概要
通信教育・進研ゼミ公式の新米Vティーチャー。『なるり』の名称は『なるほどりかい』な授業を目指すことからきている。担当教科は家庭科、特技はけん玉、好きな食べ物はいくらとネギ。将来の夢は100万人のオンライン授業。
キャラクターデザインは加藤アカツキ。
オリジナルの楽曲で中学校の定期テストに役立つ情報や、中学生の学校生活を応援するメッセージを発信している。

## 来歴
2020年
5月16日 - チャンネルを開設。